# Nekrolog 3. Quartal 1962
Nekrolog
◄◄
| ◄
| 1958
| 1959
| 1960
| 1961
| 1962 | 1963 | 1964 | 1965 | 1966 | ► | ►►
1. Quartal |
2. Quartal |
3. Quartal |
4. Quartal 1962
Weitere Ereignisse | Allgemeiner Nekrolog 1962
Die Beschreibung der verstorbenen Person sollte so kurz wie möglich gehalten sein und nur deren signifikante Tätigkeit(en) enthalten.
Neue Namen ggf. auch unter dem Geburts- und Sterbedatum, also etwa unter 1. Januar und im Geburts- und Sterbejahr (2024) eintragen (nur bei entsprechender großer Wichtigkeit). Für Beispiele siehe die schon vorhandenen Artikel.
Außerdem über die fünf zuletzt Verstorbenen, zu denen es einen ausreichend guten Artikel für eine Präsentation auf der Hauptseite gibt, nach der todesbedingten Überarbeitung der Artikel ggf. auch unter Wikipedia Diskussion:Hauptseite informieren und sie am besten auch in den anderen Wikipedia-Sprachversionen eintragen. Tipp: Regelmäßig bei news.google.de nach „ist tot“, „gestorben“ oder „verstorben“ suchen.
Wenn eine Person gestorben ist, gibt es viele Seiten zu dieser Person in der Wikipedia, die davon auch betroffen sind und entsprechend aktualisiert werden müssen. Beispiele: Namenübersichtsseite, Geburtsjahr, Geburtsort-Seiten und viele mehr.
Wie finde ich die betroffenen Seiten?
Im Suchfeld auf der linken Seite gibt man den Suchbegriff so ein: „Vorname Nachname“. Dann klickt man auf Volltext und alle Seiten mit entsprechendem Suchtext werden aufgerufen. Hier sieht man dann schnell, wo auch das Todesjahr Sinn macht oder sogar ein Teil des Artikels angepasst werden muss. Auch hilft das „Werkzeug“ auf der linken Seite sehr gut, um solche Seiten aufzufinden: „Links auf diese Seite“. Somit ist die Wikipedia wieder aktuell in allen Bereichen! Hinweis: bei Eintragung der Kategorie „Gestorben JAHR“ wird der Missbrauchsfilter 49 ausgelöst, was jedoch nicht schlimm ist. Siehe: Spezial:Missbrauchsfilter/49
Dies ist eine Liste von im dritten Quartal 1962 verstorbenen bekannten Persönlichkeiten. Die Einträge erfolgen innerhalb der einzelnen Daten alphabetisch sortiert. Tiere sind im Nekrolog für Tiere zu finden.

## August
| Tag        | Name                                   | Beruf, bekannt als                                                                                          | Alter | Beleg |
| ---------- | -------------------------------------- | --- | ----- | ----- |
| 1. August  | Ferdinand Abt                          | deutscher Bildhauer                                                                                         | 85    |       |
| 1. August  | Gordon Bennett                         | australischer Generalleutnant der australischen Infanterie                                                  | 75    |       |
| 1. August  | Joseph Buttler                         | deutscher Politiker (NSDAP), Landtagsabgeordneter Volksstaat Hessen                                         | 60    |       |
| 1. August  | Leon Kruczkowski                       | polnischer Schriftsteller                                                                                   | 62    |       |
| 1. August  | Emili Vendrell i Ibars                 | katalanischer Sänger (Tenor)                                                                                | 69    |       |
| 2. August  | Clare Atwood                           | englisch-britische Malerin                                                                                  | 96    |       |
| 2. August  | Karl Barth                             | deutscher Jurist, Nationalsozialist, Kommunalpolitiker und evangelischer Geistlicher                        | 66    |       |
| 2. August  | Willi Felix                            | deutscher Chirurg und Hochschullehrer                                                                       | 70    |       |
| 2. August  | Johannes van Hoolwerff                 | niederländischer Segler                                                                                     | 84    |       |
| 2. August  | Emil Krause                            | deutscher Fußballspieler                                                                                    | 54    |       |
| 2. August  | Giovanni Battista Pinardi              | italienischer Geistlicher, römisch-katholischer Weihbischof in Turin                                        | 81    |       |
| 3. August  | Wolodymyr Sabolotnyj                   | ukrainischer Architekt                                                                                      | 63    |       |
| 3. August  | Achaz von Saldern                      | deutscher Verwaltungsbeamter und Rittergutsbesitzer                                                         | 81    |       |
| 3. August  | John Watters                           | US-amerikanischer Mittelstreckenläufer                                                                      | 59    |       |
| 4. August  | Veikko Antero Koskenniemi              | finnischer Schriftsteller                                                                                   | 77    |       |
| 4. August  | Änne Saefkow                           | Bürgermeisterin und VVN-Funktionärin                                                                        | 59    |       |
| 4. August  | Juri Wladimirowitsch Scheltinga        | russisch-sowjetischer Konteradmiral                                                                         | 71    |       |
| 4. August  | Heinrich Schmiedeknecht                | deutscher Architekt                                                                                         | 82    |       |
| 4. August  | Hans Soeder                            | deutscher Architekt und Hochschullehrer                                                                     | 70    |       |
| 5. August  | Hellmut Bock                           | deutscher Anglist und Hochschullehrer                                                                       | 64    |       |
| 5. August  | Paul Henrichsen                        | norwegischer Radrennfahrer                                                                                  | 68    |       |
| 5. August  | Marilyn Monroe                         | US-amerikanische Schauspielerin                                                                             | 36    |       |
| 5. August  | Ramón Pérez de Ayala                   | spanischer Schriftsteller, Journalist und Diplomat                                                          | 81    |       |
| 5. August  | Hans Schneiderhöhn                     | deutscher Mineraloge                                                                                        | 75    |       |
| 5. August  | Wassyl Senkiwskyj                      | ukrainischer Philosophiehistoriker, Psychologe, Schriftsteller, Pädagoge, orthodoxer Theologe und Politiker | 81    |       |
| 5. August  | John Willie                            | englischer Pionier der Fetischfotografie und Bondagekünstler                                                | 59    |       |
| 6. August  | Leo Adler                              | deutscher Architekturwissenschaftler, Architekturkritiker, Autor und Architekt                              | 70    |       |
| 6. August  | George Duller                          | britischer Jockey und Automobilrennfahrer                                                                   | 71    |       |
| 06. August | David Gaul                             | US-amerikanischer Schwimmer                                                                                 | 76    |       |
| 6. August  | Luigi Kasimir                          | österreichischer Radierer, Lithograph und Kupferstecher                                                     | 81    |       |
| 6. August  | Maria Christina von Österreich-Teschen | Erzherzogin von Österreich                                                                                  | 82    |       |
| 6. August  | Waldemar Vöge                          | deutscher Landrat                                                                                           | 61    |       |
| 7. August  | Arthur Kielholz                        | Schweizer Psychiater                                                                                        | 82    |       |
| 7. August  | Dink Templeton                         | US-amerikanischer Rugby-Union-Spieler und Leichtathlet                                                      | 65    |       |
| 7. August  | Michail Michailowitsch Tscheremnych    | russischer Graphiker und Karikaturist                                                                       | 71    |       |
| 8. August  | Alfred Leonz Gassmann                  | Schweizer Musiker und Autor                                                                                 | 85    |       |
| 8. August  | Paul Günther                           | deutscher Schauspieler                                                                                      | 75    |       |
| 8. August  | Ishii Shigeo                           | japanischer Maler                                                                                           |       |       |
| 8. August  | Ottomar Starke                         | deutscher Bühnenbildner, Grafiker, Autor und Übersetzer                                                     | 76    |       |
| 8. August  | Yanagita Kunio                         | japanischer Ethnologe und Lyriker                                                                           | 87    |       |
| 9. August  | Gerhard Graf                           | deutscher Fußballspieler                                                                                    | 40    |       |
| 9. August  | Hermann Hesse                          | deutschsprachiger Dichter, Schriftsteller und auch Maler                                                    | 85    |       |
| 9. August  | Hendrik de Iongh                       | niederländischer Fechter und Generalmajor                                                                   | 85    |       |
| 9. August  | Rudolf Lämmel                          | Reformpädagoge und Schriftsteller                                                                           | 83    |       |
| 9. August  | Poul Nielsen                           | dänischer Fußballspieler                                                                                    | 70    |       |
| 9. August  | Bjørn Rasmussen                        | dänischer Fußballspieler                                                                                    | 77    |       |
| 9. August  | Lowell Stockman                        | US-amerikanischer Politiker                                                                                 | 61    |       |
| 9. August  | Guido Zingerle                         | italienischer Sexualmörder                                                                                  | 59    |       |
| 10. August | Friedrich Bülow                        | deutscher Nationalökonom und Soziologe                                                                      | 72    |       |
| 10. August | Walter Popper                          | österreichischer Dirigent, Kapellmeister, Pianist und Komponist                                             | 57    |       |
| 10. August | Willi Schaeffers                       | deutscher Kabarettist und Schauspieler                                                                      | 77    |       |
| 10. August | Franz Weber                            | deutscher Schauspieler                                                                                      | 74    |       |
| 11. August | Karl Camphausen                        | deutscher Politiker (NSDAP), MdR                                                                            | 65    |       |
| 11. August | Israel Crosby                          | US-amerikanischer Jazzbassist                                                                               | 43    |       |
| 11. August | Adolf Hechelmann                       | deutscher Schriftsteller und Übersetzer                                                                     | 57    |       |
| 11. August | Hermann Maier-Leibnitz                 | deutscher Eisen- und Industriebauer, Hochschullehrer                                                        | 77    |       |
| 11. August | Harry Wexler                           | US-amerikanischer Meteorologe                                                                               | 51    |       |
| 12. August | Henri Arthus                           | französischer Segler                                                                                        | 90    |       |
| 12. August | Antonio Capdevilla Ferrando            | spanischer römisch-katholischer Ordensgeistlicher                                                           | 61    |       |
| 12. August | Reginald Ruggles Gates                 | Genetiker und Botaniker                                                                                     | 80    |       |
| 12. August | Hans Kohler                            | deutscher Mediziner und Politiker (FDP/DVP), MdL                                                            | 68    |       |
| 12. August | Vibeke Lunde                           | norwegische Seglerin                                                                                        | 41    |       |
| 12. August | Mabel Parton                           | englische Tennisspielerin                                                                                   | 81    |       |
| 12. August | Adolf Steimel                          | deutscher Jazzmusiker, Arrangeur, Komponist und Orchesterleiter                                             | 54    |       |
| 13. August | Jean-François Cuvelier                 | belgischer römisch-katholischer Ordensgeistlicher und Apostolischer Vikar von Matadi                        | 80    |       |
| 13. August | Mabel Dodge Luhan                      | US-amerikanische Kunstmäzenin                                                                               | 83    |       |
| 14. August | Rudi Arnstadt                          | Hauptmann der Grenztruppen der DDR                                                                          | 35    |       |
| 14. August | Adolf Graf                             | deutsch-baltischer Sprachwissenschaftler und Übersetzer                                                     | 80    |       |
| 14. August | Paul McDowell                          | US-amerikanischer Ruderer                                                                                   | 57    |       |
| 14. August | June Richmond                          | US-amerikanische Jazzsängerin und Schauspielerin                                                            | 47    |       |
| 14. August | Harry White                            | US-amerikanischer Jazz-Posaunist                                                                            | 64    |       |
| 15. August | Victor Emanuel Anderson                | US-amerikanischer Politiker                                                                                 | 60    |       |
| 15. August | Dan Bain                               | kanadischer Eishockeyspieler                                                                                | 88    |       |
| 15. August | William King Hale                      | US-amerikanischer Lokalpolitiker, Viehzüchter und Mörder                                                    | 87    |       |
| 15. August | Lei Feng                               | Soldat der chinesischen Volksbefreiungsarmee                                                                | 21    |       |
| 15. August | Marcus Antonius van den Oudenrijn      | niederländischer Dominikaner und Bibelwissenschaftler                                                       | 72    |       |
| 15. August | Emil Roesle                            | deutscher Medizinstatistiker und Genealoge                                                                  | 87    |       |
| 16. August | Franz Fischer                          | deutscher Ingenieur und bayerischer Staatssekretär                                                          | 73    |       |
| 16. August | Mungo Martin                           | kanadischer Künstler                                                                                        |       |       |
| 16. August | Alois Mosler                           | österreichischer Politiker (SDAP), MdL (Burgenland)                                                         | 67    |       |
| 17. August | Theodor Brylla                         | deutscher Gewerkschafter                                                                                    | 80    |       |
| 17. August | Peter Fechter                          | deutsches Todesopfer der Berliner Mauer                                                                     | 18    |       |
| 17. August | Franz Heckendorf                       | deutscher Maler und Grafiker                                                                                | 73    |       |
| 17. August | Nils Linde                             | schwedischer Hammerwerfer                                                                                   | 72    |       |
| 17. August | Erich V. Strohmer                      | österreichischer Kunsthistoriker                                                                            | 78    |       |
| 17. August | Voldemārs Žins                         | lettischer Fußballspieler                                                                                   | 57    |       |
| 18. August | August Abel                            | deutscher Politiker (DStP), MdR                                                                             | 74    |       |
| 18. August | Lucien Berland                         | französischer Entomologe und Arachnologe                                                                    | 74    |       |
| 18. August | Max Fabiani                            | österreichisch-italienischer Architekt                                                                      | 97    |       |
| 18. August | Axel Monjé                             | deutscher Schauspieler und Synchronsprecher                                                                 | 52    |       |
| 18. August | Walther Müller                         | Schweizer Kapellmeister und Chorleiter                                                                      | 77    |       |
| 18. August | Harry E. Narey                         | US-amerikanischer Politiker                                                                                 | 77    |       |
| 18. August | Henni Warninghoff                      | deutsche Sportfunktionärin und Herausgeberin, galt als „wohl bedeutendste Frau der Deutschen Turnerschaft“  | 69    |       |
| 19. August | Robert Bürkner                         | deutscher Schauspieler, Theaterregisseur, Theaterintendant, Theaterautor und Schriftsteller                 | 75    |       |
| 19. August | Roy Davidson                           | US-amerikanischer Filmtechniker                                                                             | 66    |       |
| 19. August | John W. Heselton                       | US-amerikanischer Politiker                                                                                 | 62    |       |
| 19. August | Kerstin Hesselgren                     | schwedische Politikerin und Frauenrechtlerin                                                                | 90    |       |
| 19. August | Jean Mazel                             | französischer Politiker, Mitglied der Nationalversammlung                                                   | 52    |       |
| 19. August | Wladimir Dmitrijewitsch Schurin        | russisch-sowjetischer Wasserbauingenieur und Hochschullehrer                                                | 71    |       |
| 20. August | Georges Bruguier                       | französischer Politiker                                                                                     | 78    |       |
| 20. August | Otto Hellwig                           | Generalleutnant der Polizei sowie SS- und Polizeiführer                                                     | 64    |       |
| 20. August | Hermann Höfle                          | deutscher SS-Sturmbannführer und Leiter der Hauptabteilung Aktion Reinhardt                                 | 51    |       |
| 20. August | Teofilius Matulionis                   | litauischer Geistlicher, römisch-katholischer Bischof von Kaišiadorys, Erzbischof                           | 89    |       |
| 20. August | Rudolf Reeber                          | deutscher Kommunalbeamter                                                                                   | 75    |       |
| 20. August | William M. Whittington                 | US-amerikanischer Politiker                                                                                 | 84    |       |
| 21. August | Monika Bergen                          | deutsche Film- und Theaterschauspielerin sowie Synchronsprecherin                                           | 20    |       |
| 21. August | Nikolas C. G. Bischoff                 | Schweizer Redakteur, Politiker und Oberstleutnant                                                           | 69    |       |
| 21. August | Otto Siegel                            | US-amerikanischer Szenenbildner                                                                             | 65    |       |
| 21. August | Norma Stoker                           | irische Tennis- und Badmintonspielerin                                                                      |       |       |
| 22. August | Udo von Alvensleben                    | deutscher Kunsthistoriker                                                                                   | 65    |       |
| 22. August | Ägid Decker                            | österreichischer Benediktiner und Abt von Stift Seitenstetten                                               | 55    |       |
| 22. August | Guillaume Gagnier                      | kanadischer Hornist und Kontrabassist                                                                       | 71    |       |
| 22. August | Georg Josephthal                       | israelischer Politiker                                                                                      | 50    |       |
| 22. August | Wilhelm Mewes                          | deutscher Schauspieler bei Bühne und Film und Bühnenregisseur                                               | 76    |       |
| 22. August | Emílio Odebrecht                       | brasilianischer Ingenieur und Geschäftsmann                                                                 | 67    |       |
| 22. August | Charles Rigoulot                       | französischer Gewichtheber                                                                                  | 58    |       |
| 22. August | Rudolf Alexander Schröder              | deutscher Schriftsteller, Übersetzer und Dichter sowie Architekt und Maler                                  | 84    |       |
| 22. August | Paul Schurek                           | deutscher Schriftsteller, Bühnen- und Hörspielautor                                                         | 72    |       |
| 22. August | Hans Stadler                           | deutscher Ornithologe                                                                                       | 87    |       |
| 23. August | Walter Anderson                        | Volkskundler (Erzählforscher)                                                                               | 76    |       |
| 23. August | Joseph Berchtold                       | deutscher Politiker (NSDAP), MdR, erster „Reichsführer SS“                                                  | 65    |       |
| 23. August | Irving Fine                            | US-amerikanischer Komponist                                                                                 | 47    |       |
| 23. August | Hoot Gibson                            | US-amerikanischer Rodeoreiter und Filmschauspieler, spezialisiert auf Western                               | 70    |       |
| 23. August | Heinrich Kemper                        | deutscher Politiker (Zentrum, später CDU), MdB, Oberbürgermeister von Trier                                 | 74    |       |
| 23. August | Élisée Maclet                          | französischer Maler                                                                                         | 81    |       |
| 23. August | Richard Sexau                          | deutscher Schriftsteller, Diplomat und Historiker                                                           | 80    |       |
| 23. August | Joe L. Smith                           | US-amerikanischer Politiker                                                                                 | 82    |       |
| 23. August | Walter Solmitz                         | deutscher Philosoph und Hochschullehrer                                                                     | 57    |       |
| 23. August | Hans-Dieter Wesa                       | deutsches Todesopfer der Berliner Mauer                                                                     | 19    |       |
| 24. August | Ewald Bender                           | deutscher Kunsthistoriker                                                                                   | 78    |       |
| 24. August | Mykolas Biržiška                       | litauischer Jurist, Literaturhistoriker und Politiker, Mitglied des Seimas                                  | 80    |       |
| 24. August | Franz Josef Konrad                     | deutscher Kommunalpolitiker                                                                                 | 65    |       |
| 24. August | Louis Moilliet                         | Schweizer Maler                                                                                             | 81    |       |
| 24. August | Hermann Schweickert                    | deutscher Fußballspieler                                                                                    | 76    |       |
| 24. August | August Strunck                         | deutscher Politiker, MdL                                                                                    | 84    |       |
| 24. August | Charles F. Sullivan                    | US-amerikanischer Politiker                                                                                 | 57    |       |
| 24. August | Clark Templeman                        | US-amerikanischer Rennfahrer                                                                                | 43    |       |
| 25. August | Rudolf Hess                            | deutscher Kinderarzt und Klinikdirektor                                                                     | 76    |       |
| 25. August | Stanley Kratkowski                     | US-amerikanischer Gewichtheber                                                                              | 50    |       |
| 25. August | Franz Xaver Schuster                   | römisch-katholischer Geistlicher                                                                            | 86    |       |
| 25. August | Vally Walter                           | deutsche Malerin und Lehrerin                                                                               | 85    |       |
| 26. August | Hans Gummel                            | deutscher Prähistoriker                                                                                     | 71    |       |
| 26. August | Karl Robert Heger                      | deutscher Fußballspieler                                                                                    | 77    |       |
| 26. August | Gotthilf von Salisch                   | deutscher Rittergutsbesitzer und Verwaltungsbeamter                                                         | 86    |       |
| 26. August | Dušan Simović                          | jugoslawischer Armeegeneral und Politiker                                                                   | 79    |       |
| 26. August | Vilhjálmur Stefánsson                  | kanadischer Polarforscher, Ethnologe und Ernährungswissenschaftler                                          | 82    |       |
| 26. August | Edward Turnour, 6. Earl Winterton      | britischer Politiker, Mitglied des House of Commons                                                         | 79    |       |
| 27. August | Albrecht von Heinemann                 | deutscher Schriftsteller, Buchhändler und Journalist                                                        | 58    |       |
| 27. August | Carlos Lavín                           | chilenischer Komponist und Musikwissenschaftler                                                             | 79    |       |
| 27. August | Diether Marchart                       | österreichischer Bergsteiger                                                                                | 22    |       |
| 27. August | Werner Masseck                         | deutscher Politiker (NDPD), MdV                                                                             | 48    |       |
| 27. August | Adolf Wagner von der Mühl              | österreichischer Bildhauer                                                                                  | 78    |       |
| 27. August | Dmitri Pawlowitsch Rjabuschinski       | russischer Physiker und Hochschullehrer                                                                     | 79    |       |
| 27. August | Gustav Röhl                            | deutscher Kommunalpolitiker                                                                                 | 66    |       |
| 28. August | Eduard Berenbach                       | deutscher katholischer Geistlicher                                                                          | 77    |       |
| 28. August | Léon Binoche                           | französischer Rugbyspieler                                                                                  | 84    |       |
| 28. August | Jānis Jaunsudrabiņš                    | lettischer Dichter und Maler                                                                                | 85    |       |
| 28. August | Frank Martin                           | schwedischer Springreiter                                                                                   | 76    |       |
| 28. August | Edmond Privat                          | Schweizer Journalist und Historiker                                                                         | 73    |       |
| 28. August | Eduard Rentz                           | deutscher Pharmakologe und Toxikologe                                                                       | 64    |       |
| 28. August | Colin Campbell Sanborn                 | US-amerikanischer Offizier, Präparator, Kurator und Naturforscher                                           | 65    |       |
| 28. August | Karl Schönewolf                        | deutscher Musikwissenschaftler und Musikkritiker                                                            | 67    |       |
| 28. August | Edgar William Richard Steacie          | kanadischer Chemiker                                                                                        | 61    |       |
| 29. August | Georgina de Albuquerque                | brasilianische impressionistische Malerin und Grafikerin                                                    | 77    |       |
| 29. August | Leo Lenz                               | österreichischer Schriftsteller                                                                             | 84    |       |
| 29. August | Paul Lévy                              | französischer Sprachwissenschaftler und Historiker                                                          | 75    |       |
| 29. August | João de Oliveira Matos Ferreira        | portugiesischer Weihbischof in Guarda                                                                       | 83    |       |
| 30. August | Aaslaug Aasland                        | norwegische Juristin und Politikerin                                                                        | 72    |       |
| 30. August | Karel Kratz                            | niederländischer Wasserballspieler                                                                          | 68    |       |
| 30. August | Émilien Pied                           | französischer römisch-katholischer Ordensgeistlicher, Apostolischer Präfekt von Vichada                     | 55    |       |
| 31. August | Anna Keller                            | Schweizer Lehrerin, Schriftstellerin und Frauenrechtlerin                                                   | 83    |       |
| 31. August | Frida Schoy                            | deutsche Buchbinderin                                                                                       | 72    |       |
| 31. August | Felicjan Sławoj Składkowski            | polnischer Generalmajor, Arzt, Politiker und Ministerpräsident                                              | 77    |       |
| August     | Herbert Ketscher                       | deutscher Gewerkschafter und Politiker                                                                      | 59    |       |
| August     | Jamie McLoughlin                       | US-amerikanischer Ruderer                                                                                   |       |       |

## September
| Tag           | Name                                  | Beruf, bekannt als                                                                                              | Alter | Beleg |
| ------------- | ------------------------------------- | --- | ----- | ----- |
| 1. September  | Hans-Jürgen von Arnim                 | deutscher Generaloberst im Zweiten Weltkrieg                                                                    | 73    |       |
| 1. September  | Florence Lee                          | US-amerikanische Schauspielerin                                                                                 | 74    |       |
| 1. September  | Hans Riha                             | österreichischer Metallarbeiter, Industrieller, Gewerkschaftsfunktionär, Politiker, Landtagsabgeordneter        | 52    |       |
| 1. September  | Ernst Volckheim                       | deutscher Offizier und Militärtheoretiker                                                                       | 64    |       |
| 2. September  | Frederik Hansen                       | dänischer Turner                                                                                                | 66    |       |
| 2. September  | Stephan Kauf                          | Schweizer Benediktinermönch, Abt der Abtei Muri-Gries                                                           | 54    |       |
| 2. September  | José Lopes da Silva                   | kapverdischer Dichter                                                                                           | 90    |       |
| 3. September  | Wolfgang Aly                          | deutscher Klassischer Philologe                                                                                 | 81    |       |
| 3. September  | Dorothy Brookshaw                     | kanadische Leichtathletin                                                                                       | 49    |       |
| 3. September  | E. E. Cummings                        | US-amerikanischer Dichter und Schriftsteller                                                                    | 67    |       |
| 3. September  | Aldo Locatelli                        | italienisch-brasilianischer Maler                                                                               | 47    |       |
| 3. September  | Maurice Mignon                        | französischer Romanist und Italianist                                                                           | 80    |       |
| 3. September  | Franz Schrönghamer-Heimdal            | deutscher Heimatdichter und Maler                                                                               | 81    |       |
| 3. September  | Horst Treusch von Buttlar-Brandenfels | deutscher Oberst im Zweiten Weltkrieg                                                                           | 74    |       |
| 4. September  | Wladimir Nikolajewitsch Beklemischew  | russischer Zoologe und Ökologe                                                                                  | 71    |       |
| 4. September  | Wilhelm Benecke                       | deutscher Politiker (DVP; FDP/LDP), MdR, MdA                                                                    | 78    |       |
| 4. September  | William Clothier                      | US-amerikanischer Tennisspieler                                                                                 | 80    |       |
| 4. September  | Ernst Mundt                           | deutsches Todesopfer der Berliner Mauer                                                                         | 40    |       |
| 4. September  | Hugo Neumann                          | deutscher Jurist und Schriftsteller                                                                             | 80    |       |
| 4. September  | Robert Emmett O’Connor                | US-amerikanischer Schauspieler                                                                                  | 77    |       |
| 4. September  | Pjotr Petrowitsch Pawlow              | sowjetischer Generalmajor der Panzertruppen                                                                     | 66    |       |
| 4. September  | Robert Evans Snodgrass                | US-amerikanischer Entomologe und Künstler                                                                       | 87    |       |
| 4. September  | Fran Striker                          | US-amerikanischer Autor                                                                                         | 59    |       |
| 5. September  | Max Otten                             | deutscher Arzt, Pionier der Arbeitsmedizin                                                                      | 85    |       |
| 5. September  | Gottfried Schapper                    | deutscher Funkaufklärer                                                                                         | 73    |       |
| 5. September  | Othmar Steinbauer                     | österreichischer Komponist und Musiktheoretiker                                                                 | 66    |       |
| 5. September  | Bird Margaret Turner                  | US-amerikanische Mathematikerin und Hochschullehrerin                                                           | 85    |       |
| 6. September  | Hanns Eisler                          | österreichischer Komponist                                                                                      | 64    |       |
| 6. September  | Ellen Osiier                          | dänische Fechterin                                                                                              | 72    |       |
| 6. September  | Karl Theophil Fries                   | deutscher Chemiker                                                                                              | 87    |       |
| 6. September  | Elisabeth Giersiepen                  | deutsche Wirtschaftshistorikerin                                                                                | 42    |       |
| 6. September  | Rudolf Grahmann                       | deutscher Geologe                                                                                               | 73    |       |
| 6. September  | Kashio Seiichirō                      | japanischer Tennisspieler                                                                                       | 70    |       |
| 6. September  | Josef Perterer                        | österreichischer Freiwilliger im Spanischen Bürgerkrieg                                                         | 59    |       |
| 7. September  | Joseph Alphonsus Bernard              | kanadischer Unternehmer, Vizegouverneur von Prince Edward Island                                                | 81    |       |
| 7. September  | Karen Blixen                          | dänische Schriftstellerin                                                                                       | 77    |       |
| 7. September  | Georg Ulrich Handke                   | deutscher Politiker (USPD, KPD, KAG, SED), MdV, Minister für Innerdeutschen Handel und Außenhandel              | 68    |       |
| 7. September  | Robert William Harvey-Bailey          | britischer Ingenieur                                                                                            |       |       |
| 7. September  | Louis King                            | US-amerikanischer Stummfilmschauspieler und Filmregisseur                                                       | 64    |       |
| 7. September  | Frigyes Klug                          | ungarischer Fußballschiedsrichter und -funktionär                                                               | 75    |       |
| 7. September  | Morris Louis                          | US-amerikanischer Maler                                                                                         | 49    |       |
| 7. September  | Ernst Morgenthaler                    | Schweizer Maler                                                                                                 | 74    |       |
| 7. September  | Teodosij Osmatschka                   | ukrainischer Dichter, Schriftsteller und Übersetzer                                                             | 67    |       |
| 7. September  | Robert Pollak                         | österreichischer Geiger und Musikpädagoge                                                                       | 82    |       |
| 7. September  | Walter Waentig                        | deutscher Maler, Grafiker und Naturschützer                                                                     | 80    |       |
| 7. September  | Graham Walker                         | britischer Motorradrennfahrer und Journalist                                                                    |       |       |
| 7. September  | Max Weigelin                          | deutscher Geologe und Bergbauingenieur                                                                          | 74    |       |
| 7. September  | Yoshikawa Eiji                        | japanischer Schriftsteller                                                                                      | 70    |       |
| 8. September  | Josef Ferdinand Kleindinst            | deutscher Politiker (CSU), MdL. MdB                                                                             | 80    |       |
| 8. September  | Pierre Le Faguays                     | französischer Bildhauer des Art déco                                                                            |       |       |
| 8. September  | Emmanuel Mané-Katz                    | französischer Maler jüdischer Abstammung                                                                        | 68    |       |
| 8. September  | Ludwig Robert Müller                  | deutscher Internist sowie Hochschullehrer                                                                       | 92    |       |
| 8. September  | Adolf Münzinger                       | deutscher Agrarökonom und Hochschulrektor                                                                       | 86    |       |
| 8. September  | Alois Rothmaier                       | deutscher Kommunalpolitiker                                                                                     | 65    |       |
| 8. September  | Fritz Terhalle                        | deutscher Wirtschaftswissenschaftler, Hochschullehrer und wissenschaftlicher Beirat beim Bundesfinanzministe... | 72    |       |
| 8. September  | Sandor Ziffer                         | ungarischer Maler                                                                                               | 82    |       |
| 8. September  | Arno Zirpel                           | deutscher Maler                                                                                                 | 75    |       |
| 9. September  | Paavo Aaltonen                        | finnischer Kunstturner                                                                                          | 42    |       |
| 9. September  | Gertrude Coor Achenbach               | deutschamerikanische Kunsthistorikerin                                                                          | 47    |       |
| 9. September  | Werner Fontaine                       | deutscher Jurist und Sachbuchautor, Honorarprofessor, Amts- und Landgerichtsdirektor                            | 81    |       |
| 9. September  | Robert Furrer                         | Schweizer Zollbeamter                                                                                           | 80    |       |
| 9. September  | Alphonse Jeannet                      | Schweizer Geologe und Paläontologe                                                                              | 78    |       |
| 9. September  | Wladimir Jakowlewitsch Klimow         | sowjetischer Konstrukteur von Flugzeugmotoren                                                                   | 70    |       |
| 9. September  | Geoffrey Mander                       | britischer Politiker (Liberal Party), Industrieller und Mäzen                                                   | 80    |       |
| 9. September  | Werner Meißner                        | deutscher Jurist und Staatsanwalt                                                                               | 80    |       |
| 9. September  | Rudolf Otto                           | deutsch-böhmischer Maler                                                                                        | 75    |       |
| 9. September  | Eduard Schoemer                       | deutscher Gewerkschafter und Politiker (MdL)                                                                    | 81    |       |
| 10. September | Heinrich Bechtel                      | deutscher Politiker, MdL                                                                                        | 80    |       |
| 10. September | William Ferrari                       | US-amerikanischer Artdirector und Szenenbildner                                                                 | 61    |       |
| 10. September | Walter Hardt                          | deutscher Politiker, MdL                                                                                        | 88    |       |
| 10. September | Gertrud Lockmann                      | deutsche Politikerin, MdHB, MdB, im Widerstand gegen den Nationalsozialismus                                    | 67    |       |
| 10. September | Rudolf Petersen                       | deutscher Politiker und Erster Bürgermeister von Hamburg (1945–1946)                                            | 83    |       |
| 10. September | Alfons Strasser                       | deutscher Politiker (WAV, FDP), MdL Bayern                                                                      | 44    |       |
| 10. September | Chester Hamlin Werkman                | US-amerikanischer Mikrobiologe                                                                                  | 69    |       |
| 10. September | Mogens Wieth                          | dänischer Schauspieler                                                                                          | 42    |       |
| 11. September | Wladimir Andrejewitsch Artemjew       | russischer Raketenwissenschaftler                                                                               | 77    |       |
| 11. September | Fritz Junghans                        | deutscher Verwaltungsjurist (ADAC)                                                                              | 61    |       |
| 11. September | Anna Munro                            | schottisch-britische Suffragette und Abstinenzlerin                                                             | 80    |       |
| 11. September | Hans-Jürgen Seraphim                  | deutscher Wirtschaftshistoriker                                                                                 | 63    |       |
| 11. September | Oskar Simon                           | deutscher Politiker (CDU), MdL Rheinland-Pfalz                                                                  | 67    |       |
| 11. September | Ueda Kenkichi                         | General der Kaiserlich Japanischen Armee                                                                        | 87    |       |
| 11. September | Roman Well                            | sowjetischer Spion und stalinistischer Agent provocateur                                                        | 61    |       |
| 12. September | Fritz Baldauf                         | deutscher Unternehmer                                                                                           | 64    |       |
| 12. September | Ernst Böse                            | deutscher Politiker (KPD, SPD), Direktor der Hamburger Polizeifachschule                                        | 61    |       |
| 12. September | Karel Dewetter                        | tschechischer Schriftsteller und Dichter, Archivar und Redakteur                                                | 79    |       |
| 12. September | Renée Girod                           | Schweizer Ärztin und Frauenrechtlerin                                                                           | 75    |       |
| 12. September | Paul Henle                            | deutscher Bildhauer und Maler                                                                                   | 75    |       |
| 12. September | Dick Justice                          | US-amerikanischer Blues- und Folkmusiker                                                                        | 59    |       |
| 12. September | Sekarmadji Maridjan Kartosuwirjo      | javanischer Politiker                                                                                           | 57    |       |
| 12. September | Ludwig Liebel                         | deutscher Politiker (NSDAP), MdR                                                                                | 75    |       |
| 14. September | Karl Bräuning                         | deutscher Gewerkschafter und Spanienkämpfer (SPD, USPD, Spartakusbund, KPD, KPO)                                | 76    |       |
| 14. September | Marcel Delannoy                       | französischer Komponist                                                                                         | 64    |       |
| 14. September | Willy Düskow                          | deutscher Ruderer                                                                                               | 82    |       |
| 14. September | Paul Röder                            | deutscher Maler                                                                                                 | 64    |       |
| 14. September | Fred Schule                           | US-amerikanischer Hürdenläufer und Olympiasieger                                                                | 82    |       |
| 15. September | Giulio Ulisse Arata                   | italienischer Architekt                                                                                         | 81    |       |
| 15. September | William Coblentz                      | US-amerikanischer Physiker und Astronom                                                                         | 88    |       |
| 15. September | Vilmos Kertész                        | ungarischer Fußballspieler und -trainer                                                                         | 72    |       |
| 15. September | Otto Lins-Morstadt                    | deutscher Stummfilmregisseur und Schauspieler                                                                   | 73    |       |
| 16. September | Julius Lien                           | deutscher Buchbinder und Heimatdichter                                                                          | 90    |       |
| 16. September | Ernst Mattern                         | deutscher Offizier, zuletzt Generalmajor im Zweiten Weltkrieg                                                   | 72    |       |
| 16. September | Marija Neuburg                        | russische bzw. sowjetische Paläobotanikerin                                                                     | 68    |       |
| 16. September | Axel Plath                            | deutschbaltischer Maler und Kunstlehrer                                                                         | 57    |       |
| 16. September | Franz Redeker                         | deutscher Mediziner                                                                                             | 71    |       |
| 17. September | Heinrich Bretthorst                   | deutscher Politiker (SPD, SED)                                                                                  | 78    |       |
| 17. September | Bernhard Leopold                      | deutscher Politiker (DNVP), MdR                                                                                 | 82    |       |
| 18. September | Ahmad ibn Yahya                       | König der Zaiditen im Königreich Jemen (1948–1962)                                                              |       |       |
| 18. September | Johannes Konrad Grieshaber            | Schweizer Messerschmied und Instrumentenmacher                                                                  | 84    |       |
| 18. September | Bernhard Hopp                         | deutscher Architekt                                                                                             | 68    |       |
| 18. September | Willi Langrock                        | deutscher Politiker (KPD/SED) und Funktionär der Komintern                                                      | 72    |       |
| 18. September | Therese Neumann                       | bayerische Bauernmagd                                                                                           | 64    |       |
| 19. September | Karl Albert Hasselbalch               | dänischer Physiker und Chemiker                                                                                 | 87    |       |
| 19. September | Martin Lennings                       | deutscher SA-Angehöriger                                                                                        | 57    |       |
| 19. September | Ludwig Manfred Lommel                 | deutscher Humorist                                                                                              | 71    |       |
| 19. September | Hans Minzloff                         | deutscher Filmarchitekt                                                                                         | 72    |       |
| 19. September | Nikolai Fjodorowitsch Pogodin         | sowjetischer Schriftsteller und Dramatiker                                                                      | 61    |       |
| 19. September | Effiegene Locke Wingo                 | US-amerikanische Politikerin                                                                                    | 79    |       |
| 20. September | Carl Heinsohn                         | deutscher Handwerksmeister und Senator der Hansestadt Lübeck                                                    | 90    |       |
| 20. September | Conrad Helfrich                       | niederländischer Vizeadmiral der königlichen Marine                                                             | 75    |       |
| 20. September | Helene Lieser                         | österreichische Staatswissenschaftlerin und Nationalökonomin                                                    | 63    |       |
| 20. September | Heinrich Risch                        | deutscher Politiker, MdL                                                                                        | 74    |       |
| 20. September | Georg Warnecke                        | deutscher Landgerichtsdirektor und Entomologe                                                                   | 79    |       |
| 20. September | Curley Weaver                         | US-amerikanischer Blues-Gitarrist und Sänger                                                                    | 56    |       |
| 21. September | Manuel Andrada                        | argentinischer Polospieler und Olympiasieger                                                                    | 72    |       |
| 21. September | Marie Bonaparte                       | französische Psychoanalytikerin, durch Heirat Prinzessin von Griechenland und Dänemark                          | 80    |       |
| 21. September | Alfred Danielczyck                    | deutscher Landwirt und Politiker (NSDAP), MdPl                                                                  | 77    |       |
| 21. September | Rosa Thälmann                         | deutsche Politikerin, MdV, Ehefrau Ernst Thälmanns                                                              | 72    |       |
| 22. September | Lothar Birckenbach                    | deutscher Chemiker und Hochschullehrer                                                                          | 86    |       |
| 22. September | Paul Fleisch                          | deutscher lutherischer Theologe                                                                                 | 84    |       |
| 22. September | Heinrich Heising                      | deutscher Verwaltungsjurist und Finanzgerichtspräsident                                                         | 77    |       |
| 22. September | Michel Hemmerling                     | luxemburgischer Turner                                                                                          | 73    |       |
| 22. September | Franz Käfer                           | österreichischer Politiker (SDAPDÖ, KPÖ)                                                                        | 71    |       |
| 22. September | Oswald Poche                          | deutscher Leiter der Gestapo in Frankfurt am Main und SS-Offizier in der Einsatzgruppe A                        | 54    |       |
| 22. September | Samuel Schaub                         | Schweizer Paläontologe                                                                                          | 80    |       |
| 22. September | Joseph Zawacki                        | deutscher katholischer Pfarrer und Gegner des Nationalsozialismus                                               | 74    |       |
| 23. September | Walter Günteritz                      | deutscher Maler und Grafiker                                                                                    | 74    |       |
| 23. September | Patrick Hamilton                      | britischer Schriftsteller                                                                                       | 58    |       |
| 23. September | John Forest Hogan                     | britischer Ordensgeistlicher, römisch-katholischer Bischof von Bellary                                          | 66    |       |
| 23. September | Ernst von Leyser                      | deutscher Offizier, General der Infanterie im Zweiten Weltkrieg, Kriegsverbrecher                               | 72    |       |
| 23. September | Fritz Mühlbrecht                      | deutscher Maler und Graphiker                                                                                   | 82    |       |
| 23. September | Ernst Schwarz                         | deutscher Zoologe                                                                                               | 72    |       |
| 24. September | Max Auer                              | österreichischer Musikwissenschaftler                                                                           | 82    |       |
| 24. September | Mateo Cristiani                       | deutscher expressionistischer Maler italienischer Abstammung                                                    | 71    |       |
| 24. September | Selma Freud                           | österreichische Physikerin und Begründerin der Wiener Gemeinde der Heilsarmee                                   | 85    |       |
| 24. September | Félix Goethals                        | französischer Radrennfahrer                                                                                     | 71    |       |
| 24. September | Jakob Hegner                          | österreichischer Drucker, Verleger und Übersetzer                                                               | 80    |       |
| 24. September | Charles Reisner                       | US-amerikanischer Regisseur, Schauspieler, Drehbuchautor und Produzent                                          | 75    |       |
| 24. September | Joseph Sturm                          | deutscher Politiker (BVP), MdR                                                                                  | 74    |       |
| 25. September | Silvestr Maria Braito                 | tschechischer katholischer Priester der Dominikaner, Theologe, Dichter, Literaturkritiker und Publizist         | 64    |       |
| 25. September | Max Fischer                           | deutscher Politiker                                                                                             | 76    |       |
| 25. September | Herbert Koch                          | deutscher Klassischer Archäologe                                                                                | 82    |       |
| 25. September | María Rosa Lida de Malkiel            | argentinisch-US-amerikanische Altphilologin und Hispanistin                                                     | 51    |       |
| 25. September | Bruno Loatti                          | italienischer Bahnradsportler                                                                                   | 47    |       |
| 25. September | Adolf Lohmann                         | Bergwerksdirektor                                                                                               | 70    |       |
| 25. September | Adam Nüssel                           | deutscher Politiker (CSU), MdL Bayern, Landrat und Bürgermeister                                                | 65    |       |
| 25. September | Thomas Ohm                            | deutscher Benediktinerpater, Theologe und Missionswissenschaftler                                               | 69    |       |
| 25. September | Optat Winder                          | österreichischer Volksmissionar und Schriftsteller                                                              | 72    |       |
| 25. September | Alexander Wassiljewitsch Wlassow      | russischer Architekt und Hochschullehrer                                                                        | 61    |       |
| 26. September | Hans Meyer                            | deutscher Mediziner und Ministerialbeamter                                                                      | 62    |       |
| 26. September | Hermann Missenharter                  | deutscher Schriftsteller und Theaterkritiker                                                                    | 76    |       |
| 26. September | Karl Zeidler                          | deutscher Rechtswissenschaftler                                                                                 | 39    |       |
| 27. September | Fritz Beckert                         | deutscher Maler und Hochschullehrer                                                                             | 85    |       |
| 27. September | Karl Glöckner                         | deutscher Oberstudiendirektor und Historiker                                                                    | 78    |       |
| 27. September | Christian Juhl                        | dänischer Turner                                                                                                | 64    |       |
| 27. September | Wolfgang Riezler                      | deutscher Physiker                                                                                              | 56    |       |
| 27. September | Hermann Salmang                       | deutscher Chemiker und Hüttenkundler                                                                            | 72    |       |
| 28. September | Eymer Friedrich Illies                | deutscher Politiker (DP/NLP), MdL                                                                               | 65    |       |
| 28. September | Knud Kristensen                       | dänischer Politiker, Mitglied des Folketing und Ministerpräsident                                               | 81    |       |
| 28. September | Roger Nimier                          | französischer Schriftsteller                                                                                    | 36    |       |
| 28. September | Robert Pferdmenges                    | deutscher Bankier und Politiker, MdL                                                                            | 82    |       |
| 28. September | Chrysostomus Schmid                   | deutscher Benediktinermönch                                                                                     | 79    |       |
| 28. September | Modest Serra i Gonzàlez               | katalanischer Komponist, Pianist und Musikpädagoge                                                              | 89    |       |
| 29. September | Robert Burton                         | US-amerikanischer Schauspieler                                                                                  | 67    |       |
| 29. September | Ann Cook                              | US-amerikanische Blues- und Gospelsängerin                                                                      | 59    |       |
| 29. September | Owe Jonsson                           | schwedischer Leichtathlet                                                                                       | 21    |       |
| 29. September | Raymund Sänger                        | Schweizer Physiker                                                                                              | 66    |       |
| 29. September | Giacomo Testa                         | italienischer Geistlicher, römisch-katholischer Erzbischof und Diplomat des Heiligen Stuhls                     | 53    |       |
| 30. September | Lamine Bey                            | Bey von Tunis                                                                                                   | 81    |       |
| 30. September | Anne de Borman                        | belgische Tennisspielerin                                                                                       | 81    |       |
| 30. September | Karen Lachmann                        | dänische Sportfechterin                                                                                         | 46    |       |
| 30. September | Günter Seling                         | deutscher Militär, Unteroffizier der Grenztruppen der DDR, der im Dienst von einem Kameraden erschossen wurde   | 22    |       |
| 30. September | Johnny Stein                          | US-amerikanischer Jazzmusiker                                                                                   | 71    |       |